# Mrzecký potok
Mrzecký potok je malý potok ve Středočeském kraji, levý přítok potoka Bušince, který je levým přítokem říčky Šembery. Délka jeho toku činí 2,9 km.

## Průběh toku
Horní tok Mrzeckého potoka vede pod obcí Masojedy, u hranice Masojed a Hradešína, v sousedství silnice III/10169, která spojuje tyto dvě vsi. Silnici bezprostředně pod pramenem na hranici lesa podtéká a teče převážně východoseverovýchodním směrem. Většina toku vede Hradešínským lesem na katastru Hradešína. V Hradešínském lese, přibližně 750 metrů pod pramenem, má potok, jak je značen v Mapách.cz, bezejmenné přítoky zleva i zprava. Průměrný průtok levého přítoku je cca 0,03 m³/s.[zdroj?]
Na hranici lesa přechází u samoty Bosna na katastr obce Mrzky, do nějž spadá posledních zhruba 0,5 km toku. Na jižním okraji vsi potok podtéká silnici II/113 a poté se vlévá do potoka Bušince.
Od místa soutoku s bezejmennými přítoky vede po levém břehu lesní cesta, v dolní části toku (poslední kilometr) vede kolem potoka zpevněná cesta s cyklotrasou č. 8206.
Souběžně s Mrzeckým potokem, zhruba o 800 až 400 metrů severněji, teče Hradešínským lesem stejným směrem potok Hradešínka, který se do Bušince vlévá na severním okraji Mrzek.